# Fernando Capalla
Fernando Robles Capalla (ur. 1 listopada 1934 w Leon, zm. 6 stycznia 2024 w Davao) – filipiński duchowny rzymskokatolicki, w latach 1996-2012 arcybiskup Davao.

## Życiorys
Święcenia kapłańskie przyjął 18 marca 1961. 2 kwietnia 1975 został prekonizowany biskupem pomocniczym Davao ze stolicą tytularną Grumentum. Sakrę biskupią otrzymał 18 czerwca 1975. 25 kwietnia 1977 został mianowany prałatem terytorialnym Iligan, od 15 listopada 1982 sprawując tam urząd biskupa diecezjalnego. 28 czerwca 1994 został mianowany arcybiskupem koadiutorem Davao. 6 listopada 1996 objął urząd arcybiskupa. 11 lutego 2012 przeszedł na emeryturę.